# 吉川村 (福岡県)
吉川村（よしかわむら）は、1889年4月1日から1955年3月1日まで福岡県鞍手郡にあった村。現在の宮若市の一部にあたる。

## 歴史
- 1889年4月1日 - 犬鳴谷（いぬなきだに）、乙野（おとの）・脇田（わきた）・小伏（こぶし）・縁山畑（へりやまはた）が合併し吉川村が発足した[1]。
- 1908年（明治41年）12月15日 - 日吉村と合併し、改めて吉川村が発足[1]。
- 1913年頃 - 吉川村役場を解体し、資材で犬鳴小学校を改築。
- 1928年 - 二番野〜辰谷口の道路が完成。
- 1949年 - 府県道福丸箱崎線開通。
- 1955年3月1日 - 昭和の大合併により、吉川村は若宮町、笠松村（大字上有木村の一部）と合併し、若宮町が存続して廃止された[1]。